# コルナヴァン駅

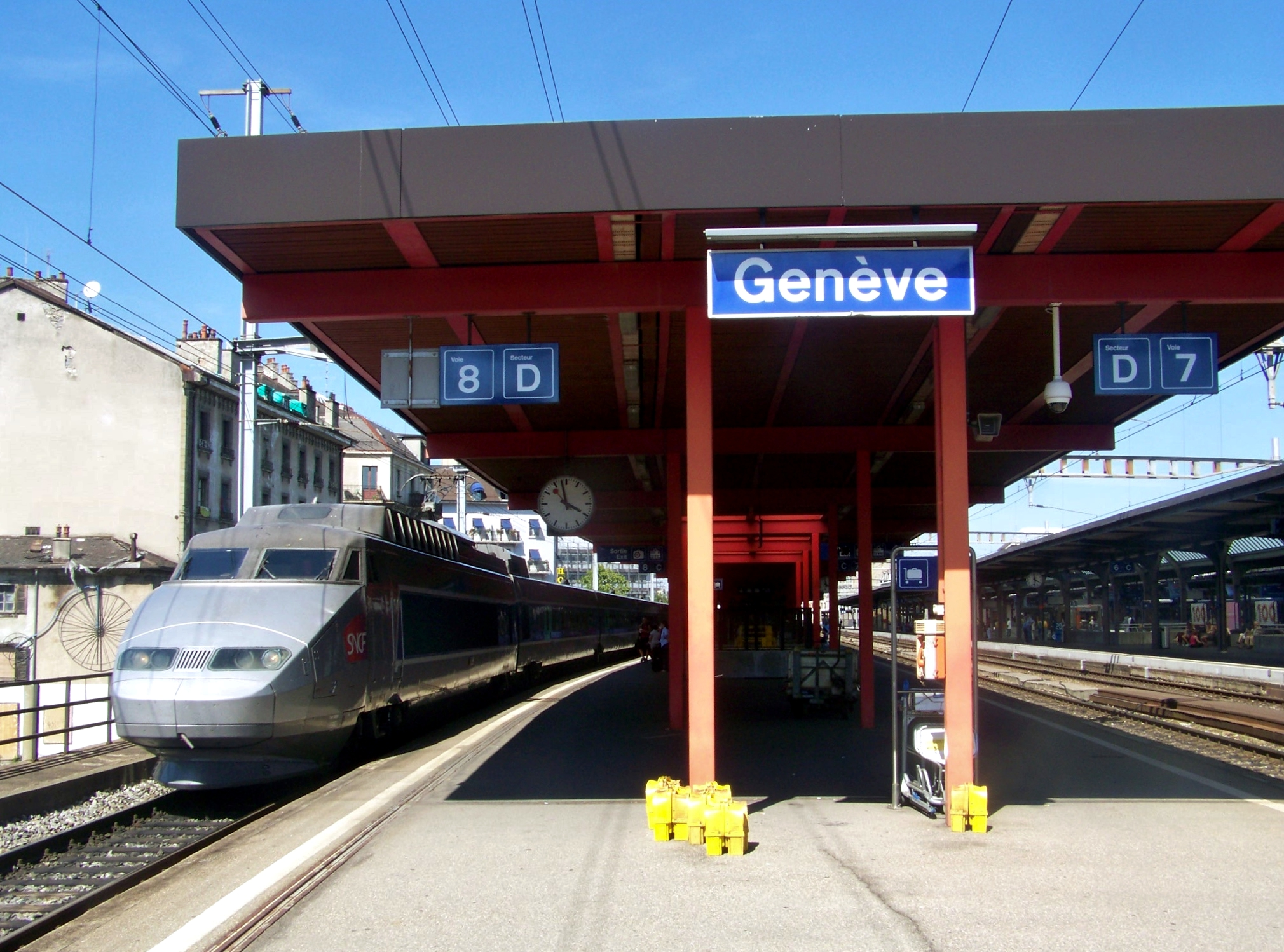
パリ方面へ向かうTGV

コルナヴァン駅 (フランス語: Gare de Genève-Cornavin) は、スイス・ジュネーヴにある鉄道駅である。駅名標、乗車券並びにスイス連邦鉄道、レマン・エクスプレス及びTGVリリアの時刻表では単に「Genève」又は「GENÈVE」と表記され、フランス国鉄（TERオーヴェルニュ＝ローヌ＝アルプ）の時刻表では「GENÈVE-CORNAVIN」と表記される。1日当たり約40,000人の旅客数があり、スイス国内の主要駅の一つである。コルナヴァン駅はサン＝ジェルヴェ地区、ル＝グロッテ(Les Grottes)地区、ル＝パキ(Les Pâquis)地区の境界に位置している。ジュネーヴ公共交通の拠点として路線バスや路面電車の交通結節点にもなっており（これらの停留所は「Gare Cornavin」と表記）、広場の地下は公共駐車場になっている。
また、コルナヴァン駅にはスイス連邦鉄道やフランス国鉄の機関区や車両修繕工場が隣接しており運用の拠点にもなっている。

## 歴史
コルナヴァン駅の場所は19世紀後半にジュネーヴ・リヨン鉄道により計画され、居住者に騒音や公害が及ばないよう、当時としては郊外に設けられた。
1858年3月16日から3月18日の3日間に分けて、路線と駅の開業式典が行われコルナヴァン駅は開業した。当時のコルナヴァン駅はパリ＝リヨン＝地中海鉄道により運営され、1873年と1893年の2回、駅の拡張が行われている。
1909年2月、火災により駅は焼失するが石壁造りで再建され、1912年からはスイス連邦鉄道(SBB-CFF-FFS)による運営が開始される。1925年には、ジュネーヴ・ローザンヌ間の電化が完成した。
1919年4月28日にパリ講和会議において、国際連盟の本部がジュネーヴに決定されるとジュネーヴ市内では再開発が行われた。コルナヴァン駅も建て替えが行われることになり、建築家ユリアン＝フレゲンハイマー(Julien Flegenheimer)とスクルプタン＝ヤッケ＝プロブスト(Skulputen Jacques Probst)により現在ある駅舎が手掛けられた。駅本屋は1929年前半に完成し、残りの部分は1931年に完成している。
スイス連邦鉄道では現在、レールシティ(RailCity)と言うコンセプトで鉄道駅を魅力ある新しいサービスを提供する中心地に転換している。この目的のために、2004年からコルナヴァン駅も西側が刷新され、残りの部分に関しても2009年から2012年にかけて完成が予定されている。現在、駅には50を超える店舗、バーやレストラン、警察署などがある。